# Haarige Erntemaus
Die Haarige Erntemaus (Reithrodontomys hirsutus) ist ein im westlichen Mexiko verbreitetes Nagetier in der Gattung der Erntemäuse. Die Art ist eng mit der Gelblichen Erntemaus (Reithrodontomys fulvescens) verwandt.

## Merkmale
Als mittelgroßer Gattungsvertreter erreicht die Art eine Kopf-Rumpf-Länge von 75 bis 87 mm, eine Schwanzlänge von 100 bis 115 mm und ein Gewicht von etwa 20 g. Sie hat 20 bis 22 mm lange Hinterfüße und 16 bis 17 mm lange Ohren. In das zimtfarbene Fell der Oberseite und der Flanken sind einigen dunkle Haare eingestreut, was ein gesprenkeltes Aussehen erzeugt. Unterseits ist das zimtfarbene Fell heller mit rosa Tönungen und auf der Kehle befindet sich ein heller oranger Fleck. Auch die Vorderpfoten sind hell, während die Füße eine dunkelgraue Färbung aufweisen. Auf dem einfarbig grauen Schwanz kommen nur Schuppen vor. Eine ähnliche Ausformung der Krone des dritten oberen Molars pro Seite ist nur bei der Gelblichen Erntemaus vorhanden.

## Verbreitung und Lebensweise
Das Verbreitungsgebiet ist auf den Süden des Bundesstaates Nayarit und auf das nördliche Jalisco beschränkt. Die Exemplare halten sich im Hügel- und Bergland zwischen 915 und 1700 Meter Höhe auf. Die Haarige Erntemaus lebt in wüstenartigen Gebieten mit verstreuten Sträuchern. In der Nähe gibt es Klamme und kleine Wasserläufe, die von laubabwerfenden Wäldern gesäumt sind.
Diese Nagetiere bewegen sich auf dem Boden und vermutlich in der niederen Vegetation. Weitere Aspekte des Verhaltens entsprechen vermutlich anderen Erntemäusen.

## Gefährdung
Das beschränkte Verbreitungsgebiet von etwa 10.000 km² nimmt durch die Etablierung von Anbauflächen von Agave tequilana zusätzlich ab. Die IUCN listet die Haarige Erntemaus als gefährdet (vulnerable).